# Ironik
Ironik, de son vrai nom Maxime Truman, né en 1981 à Montréal au Québec, est un rappeur et compositeur canadien. Il est membre du duo de rap québécois L'Assemblée avec Narkoi, et directeur général du label discographique Iro Productions, qui publiera des artistes locaux comme notamment Damien, Papaz, DTM et SemiBruce. 

## Biographie
Au début des années 2000, Ironik fonde son propre label discographique, Iro Productions ; « On a lancé la carrière de Damien en 2004 et des nouveaux vont sortir bientôt », explique-t-il. En parallèle à sa carrière au sein du groupe L'Assemblée, Ironik publie son premier album solo intitulé Seul à seul en 2003.
En 2010, son groupe L’Assemblée publie un nouvel album, Persona non grata qui réunit Ironik et Narkoi sur 10 chansons, sans collaboration. « C’est un retour aux sources, à nos premières amours. Il s’agit de dix nouvelles chansons coups de cœur. L’album est bien reçu dans notre créneau et par nos fans », explique Ironik. Le 15 octobre 2012, Ironik fait la rencontre d'un élève de 15 ans, dans le cadre d'un projet d'encouragement.
Vers 2010, Maxime Truman change de carrière et en 2016, il est annoncé comme étant DLC, l'administrateur derrière www.danslescoulisses.com, un site web sportif. En 2017, il vend la moitié de ses actions dans DLC Média Inc à OBOX Média.

## Discographie
- 2003 : Seul à seul (réédité en 2013)